# انحني (أغنية ريانا)
تيك آ باو هي أغنية سجلتها المغنية البربادوسية ريانا لألبومها الإستديو الثالث المعاد إصداره، قوود قيرل قون باد: ريلوديد (2008). الأغنية من كتابة وإنتاج ميكيل إس. إريكسن، وتور إريك هيرمانسن، وشافير سميث المعروفين بأسمائهم المستعارة ستارقيت وني-يو. الأغنية صدرت كأغنية منفردة أولى من النسخة المعادة إصدارها، والخامسة من الألبوم الأصلي. «تيك آ باو» هي أغنية آر أند بي التي تحتوي على عناصر من الدانس-بوب. آراء نقاد الموسيقى عن الأغنية كانت مختلطة، البعض مدح كلمات الأغنية وتأثيرها القوي، في حين انتقد الآخرون عدم وجود الأصالة فيما يتعلق بالتعامل مع ستارقيت.

## الأداء التجاري

### أمريكا الشمالية
في الولايات المتحدة، الأغنية قفزت اثنان وخمسين مرتبة من المركز الثالث والخمسين إلى المركز الأول على الرسم البياني الأمريكي بيلبورد هوت 100 يوم 14 مايو، 2008، مع مبيعات رقمية وصلت إلى 267,000 نسخة، التي دفعت الأغنية بأن تدخل لأول مرة المركز الأول على الرسم البياني الأمريكي بيلبورد لأغاني رقمية. مع قفز الأغنية اثنان وخمسين مرتبة إلى المركز الأول، تعتبر أكبر قفزة في تاريخ هذا الرسم البياني اعتباراً من مايو 2008، والثانية فقط لأغنية مارون 5 «ميك مي وندر»، التي قفزت من المركز الرابع والستين إلى المركز الأول في مايو 2007. بالإضافة إلى ذلك، في وقت الإصدار، استحلت ريانا مركزين في المراكز الثلاث الأولى في قائمة أكثر الأغاني مبيعاً في الأسبوع الأول، مع «تيك آ باو» التي باعت 267,000 نسخة، والأغنية المنفردة الأولى من قوود قيرل قون باد «أمبريلا» التي باعت 277,000 نسخة في مايو 2007، التي تمسكت بالرقم القياسي لأكبر افتتاح رقمي في الأسبوع الأول، حتى صدرت أغنية ماريا كاري «توتش ماي بودي» التي افتتحت مع مبيعات وصلت إلى 286,000 نسخة في أبريل 2008. الأغنية أصبحت أغنية ريانا الثالثة التي تصل إلى المركز الأول على بيلبورد هوت 100، بعد «إس أو إس» و «أمبريلا». أيضاً بلغت ذروتها في المركز الأول على الرسم البياني الأمريكي بيلبورد لأغاني آر أند بي/هيب-هوب، ولأغاني البوب، ولأغاني الراديو، على التوالي. أصبحت الأغنية في المركز الثالث في قائمة أفضل أغاني الصيف لعام 2008. في كندا، الأغنية قفزت تسعة وستين مرتبة من المركز سبعين إلى المركز الأول يوم 24 مايو، 2008، لتصبح أكبر قفزة إلى المركز الأول على هذا الرسم.

### أوروبا وأوقيانوسيا
في المملكة المتحدة، الأغنية دخلت لأول مرة المركز الثاني على الرسم البياني البريطاني يوم 24 مايو، 2008، وراء مركز أغنية فرقة ذا تينج تينجس «ذاتز نوت ماي نيم». في الأسبوع التالي، الأغنيتان تبادلا مراكزهما، مع «تيك آ باو» ارتفعت إلى المركز الأول و«ذاتز نوت ماي نيم» تراجعت إلى المركز الثاني. يوم 12 نوفمبر، 2010، حصلت الأغنية على شهادة ذهبية من قبل صناعة التسجيلات البريطانية، تدل على شحن أكثر من 400,000 نسخة. في الدنمارك، الأغنية دخلت لأول مرة المركز الثالث عشر على الرسم البياني الدنماركي يوم 6 يونيو، 2008، وبلغت ذروتها في المركز الأول في الأسبوع الثالث. في أستراليا، الأغنية دخلت لأول مرة على الرسم البياني الأسترالي في المركز الثلاثين يوم 15 مايو، 2008، وقفزت إلى المركز الثالث عشر في الأسبوع التالي. الأغنية بلغت ذروتها في المركز الثالث في الأسبوع الثامن. حصلت الأغنية على شهادة بلاتينيوم من قبل رابطة صناعة التسجيلات الأسترالية، تدل على شحن أكثر من 70,000 نسخة. في نيوزيلندا، الأغنية دخلت لأول مرة على الرسم البياني النيوزيلندي في المركز الرابع في 5 مايو، 2008، وبلغت ذروتها في المركز الثاني.

## الجوائز والترشيحات
| السنة | الحفل                                        | البلد المضيف                 | الفئة               | النتيجة | المصادر |
| ----- | -------------------------------------------- | ---------------------------- | ------------------- | ------- | ------- |
| 2008  | جوائز إم تي في للأغاني المصورة               |                              | أفضل فيديو لأنثى    | رُشِّح     | [ 14 ]  |
| 2008  | جوائز إم تي في للأغاني المصورة               | أفضل إخراج                   | رُشِّح                 |         | [ 14 ]  |
| 2008  | تسجيل السنة                                  |                              | تسجيل السنة         | رُشِّح     | [ 15 ]  |
| 2009  | جوائز آيسكاب بوب الموسيقية                   |                              | الأغنية الأكثر أداءً | فوز     | [ 16 ]  |
| 2009  | جوائز آيسكاب رذم أند سول الموسيقية           | أفضل أغنية آر أند بي/هيب-هوب | فوز                 | [ 17 ]  |         |
| 2009  | جوائز بربادوس الموسيقية                      |                              | فيديو السنة - أنثى  | رُشِّح     | [ 18 ]  |
| 2009  | جوائز إم تي في بلاتينيوم لأكثر فيديو تم عرضه |                              | بلاتينيوم           | فوز     | [ 19 ]  |
| 2009  | جوائز بيبول تشويس                            | أغنية آر أند بي مفضلة        | رُشِّح                 | [ 20 ]  |         |

## الصيغ وقائمة الأغاني
| تحميل رقمي من متجر آي تيونز 1. «تيك آ باو» (الإصدار الرئيسي) - 3:48 تحميل رقمي لألبوم مطول من متجر آي تيونز 1. «تيك آ باو» - 3:50 2. «دونت ستوب ذا ميوزك» (سوليتيرز مور دراما ريمكس) - 8:05 3. «تيك آ باو» (اللحن) - 3:51 أسطوانة منفردة أوروبية من متجر أمازون 1. «تيك آ باو» - 3:50 2. «دونت ستوب ذا ميوزك» (سوليتيرز مور دراما ريمكس) - 8:05 تحميل رقمي لريمكسات من متجر آي تيونز 1. «تيك آ باو» (شيموس حاجي أند بول إيمانويل كلوب مكس) – 8:34 2. «تيك آ باو» (توني موران أند وارن ريج إنكور كلوب مكس) – 9:18 3. «تيك آ باو» (غرووف جنكيز موهو كلوب مكس) – 7:21 4. «تيك آ باو» (سبكولتشا كلوب مكس) – 6:16 5. «تيك آ باو» (غرووف جنكيز موهو دب) – 6:41 | أسطوانة منفردة أوروبية ترويجية 1. «تيك آ باو» (شيموس حاجي أند بول إيمانويل نسخة الراديو) – 3:56 2. «تيك آ باو» (توني موران أند وارن ريج إنكور نسخة الراديو) – 4:02 3. «تيك آ باو» (غرووف جنكيز موهو نسخة الراديو) – 3:52 4. «تيك آ باو» (سبكولتشا نسخة الراديو) – 4:21 5. «تيك آ باو» (شيموس حاجي أند بول إيمانويل كلوب) – 8:34 6. «تيك آ باو» (توني موران أند وارن ريج إنكور كلوب) – 9:18 7. «تيك آ باو» (غرووف جنكيز موهو كلوب) – 7:21 8. «تيك آ باو» (سبكولتشا كلوب) – 6:16 9. «تيك آ باو» (غرووف جنكيز موهو دب) – 6:42 10. «تيك آ باو» (غرووف جنكيز موهو دبستريمانتل) – 6:42 |

## الرسوم البيانية
| الرسم البياني (2008)                                | المركز | المصادر |
| --------------------------------------------------- | ------ | ------- |
| أستراليا (ARIA)                                     | 3      | [ 26 ]  |
| النمسا (Ö3 Austria Top 40)                          | 6      | [ 27 ]  |
| بلجيكا (Ultratop 50 Flanders)                       | 13     | [ 28 ]  |
| بلجيكا (Ultratop 50 Wallonia)                       | 15     | [ 29 ]  |
| كندا (Canadian Hot 100)                             | 1      | [ 30 ]  |
| جمهورية التشيك (IFPI)                               | 15     | [ 31 ]  |
| الدنمارك (Tracklisten)                              | 1      | [ 32 ]  |
| فنلندا (Suomen virallinen lista)                    | 17     | [ 33 ]  |
| فرنسا (SNEP)                                        | 12     | [ 34 ]  |
| ألمانيا (Media Control Charts)                      | 6      | [ 35 ]  |
| المجر (Rádiós Top 40)                               | 35     | [ 36 ]  |
| المجر (Dance Top 40)                                | 40     | [ 36 ]  |
| أيرلندا (IRMA)                                      | 1      | [ 37 ]  |
| هولندا (Dutch Top 40)                               | 10     | [ 38 ]  |
| نيوزيلندا (Recorded Music NZ)                       | 2      | [ 39 ]  |
| النرويج (VG-lista)                                  | 5      | [ 40 ]  |
| سلوفاكيا (IFPI)                                     | 1      | [ 41 ]  |
| السويد (Sverigetopplistan)                          | 12     | [ 42 ]  |
| سويسرا (Schweizer Hitparade)                        | 7      | [ 43 ]  |
| المملكة المتحدة (The Official Charts Company)       | 1      | [ 44 ]  |
| الولايات المتحدة (Billboard Hot 100)                | 1      | [ 45 ]  |
| الولايات المتحدة (Billboard Adult Contemporary)     | 21     | [ 46 ]  |
| الولايات المتحدة (Billboard Adult Pop Songs)        | 24     | [ 47 ]  |
| الولايات المتحدة (Billboard Adult R&B Songs)        | 21     | [ 48 ]  |
| الولايات المتحدة (Billboard Dance Club Songs)       | 14     | [ 49 ]  |
| الولايات المتحدة (Billboard Dance/Mix Show Airplay) | 7      | [ 50 ]  |
| الولايات المتحدة (Billboard Digital Songs)          | 1      | [ 51 ]  |
| الولايات المتحدة (Billboard Pop Songs)              | 1      | [ 52 ]  |
| الولايات المتحدة (Billboard R&B/Hip-Hop Airplay)    | 1      | [ 53 ]  |
| الولايات المتحدة (Billboard Hot R&B/Hip-Hop Songs)  | 1      | [ 54 ]  |
| الولايات المتحدة (Billboard Radio Songs)            | 1      | [ 55 ]  |
| الولايات المتحدة (Billboard Rhythmic Songs)         | 7      | [ 56 ]  |
| الولايات المتحدة (Billboard Ringtones)              | 3      | [ 57 ]  |

| الرسم البياني (2008)                               | المركز | المصادر |
| -------------------------------------------------- | ------ | ------- |
| أستراليا (ARIA)                                    | 25     | [ 58 ]  |
| النمسا (Ö3 Austria Top 40)                         | 21     | [ 59 ]  |
| بلجيكا (Ultratop 50 Flanders)                      | 61     | [ 60 ]  |
| كندا (Canadian Hot 100)                            | 17     | [ 61 ]  |
| أيرلندا (IRMA)                                     | 8      | [ 62 ]  |
| هولندا (Dutch Top 40)                              | 26     | [ 63 ]  |
| السويد (Sverigetopplistan)                         | 74     | [ 64 ]  |
| سويسرا (Schweizer Hitparade)                       | 36     | [ 65 ]  |
| المملكة المتحدة (The Official Charts Company)      | 20     | [ 66 ]  |
| الولايات المتحدة (Billboard Hot 100)               | 12     | [ 67 ]  |
| الولايات المتحدة (Billboard Digital Songs)         | 19     | [ 68 ]  |
| الولايات المتحدة (Billboard Pop Songs)             | 6      | [ 69 ]  |
| الولايات المتحدة (Billboard Hot R&B/Hip-Hop Songs) | 28     | [ 70 ]  |
| الولايات المتحدة (Billboard Radio Songs)           | 10     | [ 71 ]  |
| الولايات المتحدة (Billboard Ringtones)             | 10     | [ 72 ]  |

## الشهادات
| الدولة           | المزود         | الشهادات     | المبيعات  | المصادر |
| ---------------- | -------------- | ------------ | --------- | ------- |
| أستراليا         | (ARIA)         | بلاتينيوم    | 70,000    | [ 73 ]  |
| الدنمارك         | (IFPI Denmark) | بلاتينيوم    | 15,000    | [ 74 ]  |
| المملكة المتحدة  | (BPI)          | قولد         | 400,000   | [ 75 ]  |
| الولايات المتحدة | (RIAA)         | 4× بلاتينيوم | 4,000,000 | [ 76 ]  |

## تاريخ الإصدار
| الدولة           | التاريخ        | نوع الإصدار               | الشركة المنتجة | المصادر |
| ---------------- | -------------- | ------------------------- | -------------- | ------- |
| هولندا           | 25 أبريل، 2008 | تحميل رقمي                | ديف جام        | [ 77 ]  |
| ألمانيا          | 25 أبريل، 2008 | تحميل رقمي                | ديف جام        | [ 78 ]  |
| الدنمارك         | 25 أبريل، 2008 | تحميل رقمي                | ديف جام        | [ 79 ]  |
| كندا             | 20 مايو، 2008  | تحميل رقمي لريمكسات       | ديف جام        | [ 80 ]  |
| الولايات المتحدة | 20 مايو، 2008  | تحميل رقمي لريمكسات       | ديف جام        | [ 24 ]  |
| أستراليا         | 23 مايو، 2008  | تحميل رقمي لأسطوانة مطولة | ديف جام        | [ 22 ]  |
| نيوزيلندا        | 23 مايو، 2008  | تحميل رقمي لأسطوانة مطولة | ديف جام        | [ 81 ]  |
| هولندا           | 23 مايو، 2008  | تحميل رقمي لأسطوانة مطولة | ديف جام        | [ 82 ]  |
| النمسا           | 23 مايو، 2008  | تحميل رقمي لأسطوانة مطولة | ديف جام        | [ 83 ]  |
| الدنمارك         | 23 مايو، 2008  | تحميل رقمي لأسطوانة مطولة | ديف جام        | [ 84 ]  |
| ألمانيا          | 23 مايو، 2008  | تحميل رقمي لأسطوانة مطولة | ديف جام        | [ 85 ]  |
| المملكة المتحدة  | 27 مايو، 2008  | أسطوانة منفردة            | ميركوري        | [ 23 ]  |